# Базилика Мучеников Угандийских
Базилика Мучеников Угандийских — римско-католический храм, расположенный в посёлке Намугонго, округ Вакисо, Центральная область Уганды, в 15 километрах к северо-востоку от центра столицы восточноафриканской республики города Кампала (архиепархия Кампалы).
Церковь была основана в 1965 году как усыпальница Святых Мучеников Угандийских на месте казни двух из них — Святого Карла Лванги и Святого Кизито, сожжённых заживо в 1886 году по приказу короля (кабаки) Буганды Мванги II. Строительство церкви по проекту Цюрихского архитектора Юстуса Дахиндена было завершено в 1968 году.
Каждый год, в День Мучеников 3 июня, в церкви проводится торжественная месса в память двадцати двух угандийских мучеников, в которой принимают участие католики не только из Уганды, но со всей Восточной Африки, а также последователи англиканства.
28 апреля 1993 года папой Иоанном Павлом II церкви Мучеников Угандийских был присвоен почётный статус малой базилики, второй и последней по времени в Уганде.
28 ноября 2014 года, в год 50-летия канонизации Святых Мучеников Уганды, папа римский Франциск отслужил в храме мессу, по окончании которой благословил паству совместно с примасом англиканской церкви.